# Andreas Weber (Philosoph)
Andreas Weber (* 27. März 1718 in Eisleben; † 26. Mai 1781 in Kiel) war ein deutscher Philosoph und lutherischer Theologe.

## Leben
Den Lehranstalten seiner Vaterstadt verdankte Weber den ersten Unterricht. 1738 studierte er Theologie an der Universität Jena, seit 1740 an der Universität Leipzig und dann an der Universität Halle, wo er 1742 durch Verteidigung seiner Dissertation: „de cognitione spiritus finiti circa mysteria“ den akademischen Grad eines Magisters der Philosophie erwarb. Danach erhielt er das Recht philosophische, mathematische und philologische Kollegien zu lesen, welche viel Anerkennung fanden. 1749 war er außerordentlicher Professor der Philosophie in Halle. Vergebens suchte er um die Erlaubnis nach, auch theologische Vorlesungen halten zu dürfen.
Mit den damaligen Statuten der theologischen Fakultät, deren Dekan Siegmund Jakob Baumgarten war, schien sich die Gewährung jener Bitte nicht zu vertragen. Bereits im 1750 erhielt Weber einen Ruf an die Universität Göttingen, wo ihm eine ordentliche Professur der Philosophie übertragen wurde. Er folgte diesem Ruf, wie er es im dritten Bandes seines 1750 erschienenen Werks „Die Uebereinstimmung der Natur und Gnade“ erklärte, „Gewissens halber den Ruf zu einem geistlichen Amte in sein Vaterland (zum Pastor an der Hauptkirche in Eisleben) annehmen zu müssen.“ In Göttingen las er mehrere Jahre mit Beifall philosophische Kollegien.
Als aber dort der damals 20-jährige Professor Johann Georg Heinrich Feder (1740–1821) neben Samuel Christian Hollmann und ihm als Philosoph auftrat, nahm er 1770 den Antrag an, ordentlicher Professor der Philosophie und außerordentlicher der Theologie an der Universität Kiel zu werden. Dort lehrte er Mathematik, Logik, Metaphysik, praktische Philosophie, Naturrecht, Moral und natürliche Theologie, größtenteils nach den Prinzipien von Christian Wolff. Nach Baumgartens Kompendium las er über theologische Dogmatik und Moral, außerdem über Pastoraltheologie und über die Wahrheit der christlichen Religion. Zugleich hielt er Disputier- und Examinierungsübungen, jene über philosophische, diese über theologische Materien.

## Wirken
Weber zeichneten wertvolle Kenntnisse in der Philosophie, Theologie und Literaturgeschichte aus. Einzelne Artikel der christlichen Dogmatik, die er besonders in den letzten Jahren seines Lebens in öffentlichen Vorlesungen abzuhandeln pflegte, zeigten den strengen Anhänger und Verteidiger des orthodoxen Lehrbegriffs der lutherischen Kirche. Besonders nahm er die Trinitätslehre gegen die abweichenden Ansichten älterer und neuerer Theologen, als ein der Bibel und den symbolischen Büchern gemäßes Dogma in Schutz. Auf seine Art zu philosophieren, besonders auf seine Darstellung der Moralphilosophie, hatte seine strenge Orthodoxie einen entschiedenen Einfluss. Dass die wahre Religion unerlässlich einen geoffenbarten Glauben erfordere, der auf einer göttlichen Genugtuung gegründet sei, hatte er 1745 in einer eigenen Schrift darzustellen versucht. Als einzige und wahre Offenbarung galt ihm aber die Bibel. Mit vielem Scharfsinn suchte er die genaue Übereinstimmung der Natur und Gnade, besonders in den zur Seligkeit des Menschen erforderlichen Lehren, 1742 in einem ausführlichen Werk zu erweisen.
Weber wurde 1743 in die Hallenser Freimaurerloge Zu den drei goldenen Schlüsseln aufgenommen; seine Logenreden erschienen 1748 in Druck.

## Werke
- Diss, de spatio vicaria temporis mensura. Jena 1739
- Diss, de differentia spirituum ex actionibus illorum eruta. Jena 1740
- Diss. de cognitione spiritus finiti circa mysteria. Halle 1742
- Beweiß, daß eine wahre Religion bey unserm Umständen nothwendig einen geoffenbahrten Glauben erfordere, der auf eine göttliche Genugthuung gegründet ist. Frankfurt und Leipzig 1745. Digitalisat der Universitätsbibliothek Kiel
- Daß ein Gottesverleugner bei seiner Gottesverleugnung dennoch verbunden sei, gottesfürchtig zu leben. Halle 1745
- Daß Gott den gefallenen Menschen eine Offenbahrung habe geben müssen, wird erwiesen, und die Merkmale derselben, vermittelt sie dem allen anderen, fälschlich dafür gehalten unterschieden, und die heilige Schrift nur für die einzige wahre Offenbahrung gehalten werden kann, werden ausgeführt. Frankfurt und Leipzig 1746
- Die Uebereinstimmung der Natur und Gnade, sowohl überhaupt, als auch insbesondere, in allen zum Rathe Gottes von unserer Seligkeit erforderlichen Lehren des Christenthums, gründlich erwiesen u. s. w. 3 Bände. Frankfurt und Leipzig 1748–1750
- Progr. de persuasione foecunda malorum tristiffimorum matre. Göttingen 1750
- Der Weise (ein Progr.) Göttingen 1750
- Sammlung einiger Predigten. Halle 1752
- Oratio de officiis situdioH litterarum. Göttingen 1753
- Zwo Predigten von der Pflicht Gott zu lieben, und von der Gerechtigkeit, die besser, als die Pharisäische ist. Göttingen 1755
- Comm. de prima Melanchthonis locorum communium editione. Kiel 1771
- Progr. utrum Judaeus Mosi ut legislatori solum non ob miracula, quibus conspicuus erat, religiosam obedientiam debeat. Kiel 1771
- Progr. Entwurf eines bestimmten Begriffs der Gelehrsamkeit; nebst einigen allgemeinen Folgen aus demselben. Kiel 1772
- Diss. de contingentia legum motus. . . . 17??